# Luara Hayrapetyan
Luara Hayrapetyan (en arménien Լուարա Հայրապետյանը, se prononce Louara) est une jeune chanteuse arménienne née le 29 septembre 1997 à Astrakhan en Russie.
Elle a représenté son pays au Concours Eurovision de la chanson junior en 2009 avec la chanson Barcelona et termina a la 2e place.

## Biographie
Luara est née le 29 septembre 1997 à Astrakhan en Russie. Cependant, elle passe la plus grande partie de son enfance à Kapan, en Arménie où elle apprend le saxophone et suit des cours de chant et de danse classique. Elle commence sa carrière musicale à 5 ans sous les couleurs de la Russie et de l'Arménie.